# Tours Duo
Tours Duo jsou dva rozestavěné mrakodrapy, které se nacházejí ve 13. pařížském obvodu, na okraji silničního okruhu a Ivry-sur-Seine.
Projekt se smíšeným využitím pokrývá více než 108 000 m2. Sídlí zde hlavně kanceláře, v nichž bude sídlo banky Natixis (skupina BPCE), ale také hotel, restaurace, bar s panoramatickou terasou s výhledem na Paříž, hlediště, obchody a zelené terasy.
Po dokončení bude věž Duo č. 1 se 180 m třetí nejvyšší budovou v hlavním městě po Eiffelova věž (324 m) a Tour Montparnasse (209 m), o stejné výšce jako budoucí Tour Triangle.
Práce začaly na konci března 2017, dodávka dvou věží je naplánována na rok 2021.